# Частные космические полёты

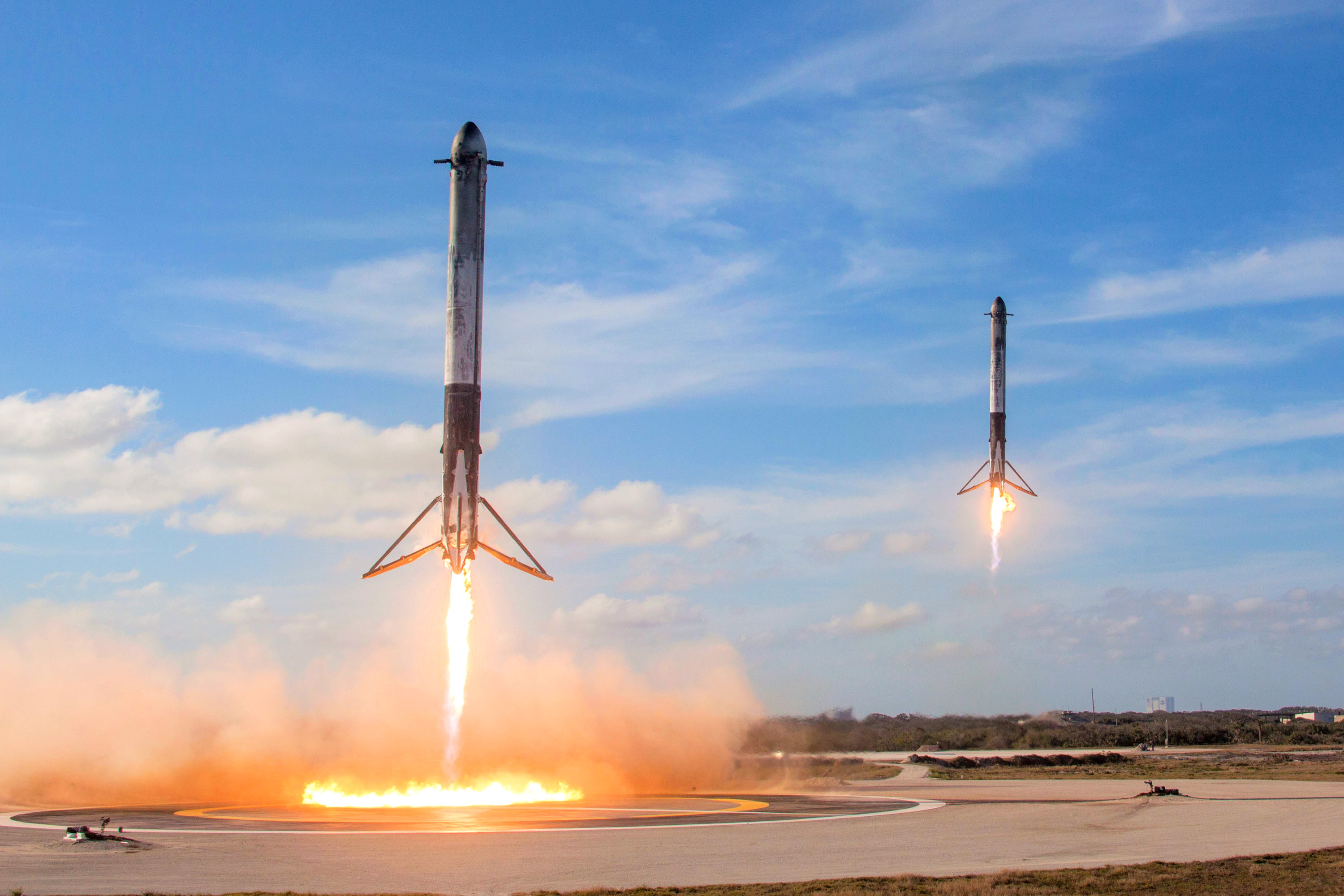
Посадка боковых ускорителей Falcon Heavy

Частные космические полеты — это космические полеты или разработка космических технологий, которые проводятся и оплачиваются организацией, отличной от государственного агентства.

## Описание
В первые десятилетия космической эры государственные космические агентства Советского Союза и Соединенных Штатов впервые ввели космические технологии в сотрудничестве с дочерними конструкторскими бюро в СССР и частными компаниями в США, полностью финансируя как разработку новых космических технологий, так и эксплуатационные расходы на космический полет. Европейское космическое агентство было создано в 1975 году, во многом по той же модели развития космической техники.
Позже крупные оборонные подрядчики начали разрабатывать и эксплуатировать космические пусковые системы, созданные на основе государственных ракет. Частные космические полеты на околоземной орбите включают в себя спутники связи, спутниковое телевидение, спутниковое радио, транспорт космонавтов и суборбитальный и орбитальный космический туризм. В Соединённых Штатах Федеральная авиационная администрация США создала новую профессию под названием «Коммерческий астронавт».
В 2000-х годах предприниматели начали проектировать — а к 2010-м — развертывать космические системы, конкурентоспособные по сравнению с государственными системами первых десятилетий космической эры. Эти новые предложения принесли значительную рыночную конкуренцию в сферу услуг по запуску космических объектов после 2010 года, которой раньше не было, в основном за счет снижения стоимости космических запусков и наличия дополнительных пусковых мощностей.
Достижения в области частных космических полетов на сегодняшний день включают полеты на суборбитальных космических самолётах (SpaceShipOne и SpaceShipTwo), запуск спутников Земли, полет двух орбитальных расширяемых испытательных модулей (Genesis I и Genesis II).
В 2020 году произошёл первый пилотируемый (тестовый) полёт к МКС по программе Commercial Crew Program на частном корабле компании SpaceX Crew Dragon, а в 2021 году компания Space X обеспечила космический полёт Inspiration4 корабля Crew Dragon с экипажем, все участники которого являются космонавтами-любителями.
12 сентября 2024 года Джаред Айзекман и Сара Гиллис стали первыми космическими туристами, вышедшими в открытый космос (во время полёта по программе Polaris Dawn на корабле Dragon 2 компании SpaceX).